# Гаювка (Нижньосілезьке воєводство)
Гаювка (пол. Gajówka, нім. Hayne) — село в Польщі, у гміні Мірськ Львувецького повіту Нижньосілезького воєводства.
Населення — 110 осіб (2011).
У 1975-1998 роках село належало до Єленьогурського воєводства.

## Демографія
Демографічна структура станом на 31 березня 2011 року:
|          | Загалом | Допрацездатний вік | Працездатний вік | Постпрацездатний вік |
| -------- | ------- | ------------------ | ---------------- | -------------------- |
| Чоловіки | 59      | 7                  | 50               | 2                    |
| Жінки    | 51      | 9                  | 37               | 5                    |
| Разом    | 110     | 16                 | 87               | 7                    |